# Resolució 1771 del Consell de Seguretat de les Nacions Unides
La Resolució 1771 del Consell de Seguretat de les Nacions Unides fou adoptada per unanimitat el 10 d'agost de 2007. El Consell, condemnant la contínua circulació il·lícita d'armes dins i dins de la República Democràtica del Congo, i reiterant la seva greu preocupació per la presència de grups armats i milícies a l'Est del país, aprova renovar l'embargament d'armes del país, la congelació d'actius i la prohibició de viatjar d'aquells que el violin, fins al 15 de febrer de 2008.

## Detalls
Actuant sota el Capítol VII de la Carta de les Nacions Unides el Consell va decidir, després d'una extensió tècnica de les sancions de 10 dies el 31 de juliol, que l'embargament d'armes imposat per primera vegada per la resolució 1493 de juliol de 2003 i ampliat per la Resolució 1596 d'abril de 2005, no s'hauria d'aplicar a la formació tècnica i l'assistència acordada pel Govern i destinada exclusivament a les unitats de suport de l'exèrcit i la policia que es trobaven en procés d'integració a les províncies del Kivu Nord i Kivu Sud i el districte d'Ituri.
El Consell també va demanar al Secretari General restablir per un període que expirava el 15 de febrer de 2008 el Grup d'Experts creat per ajudar a controlar els fluxos il·lícits d'armes al país.